# 哈弗兹·苏莱曼奥卢
哈弗兹·苏莱曼奥卢（土耳其語：Hafız Süleymanoğlu，1967年1月23日—），苏联、土耳其男子举重运动员。他曾代表苏联、土耳其参加世界举重锦标赛，获得一枚金牌和三枚银牌。他也曾参加1992年和1996年夏季奥运会。